# Marjane Market
Marjane Market (anciennement Acima) est une chaîne de supermarchés du groupe marocain Marjane Holding. La société a été créée en 2001 et a ouvert son premier point de vente à Casablanca, lieu d’implantation de son siège, en 2002. En 2019, Acima est devenue Marjane Market.

## Histoire
Créée en 2001,, d'un partenariat maroco-français entre l'Omnium nord-africain — ONA — et Auchan, détenant respectivement 51 % et 49 % des parts, la société anonyme Acima a ouvert son premier supermarché le 24 janvier 2002 à Casablanca (avenue du 2-Mars), où se trouve son siège (place d'Aknoul).
En 2002, Acima a aussi lancé cinq autres points de vente à Casablanca . Il compte 22 points de vente en 2006. 
En 2006, la mésentente s'est installée entre l'Omnium nord-africain (ONA) et Auchan qui, tout comme pour Acima, détenaient respectivement 51 % et 49 % des parts de Marjane (réseau d'hypermarchés). Cette année-là, en mars, l'ONA a imposé, à son avantage, le passage de deux à trois membres dans le directoire de chacune des sociétés de grande distribution.
Sur la base du motif qu'un « contrôle conjoint et paritaire » (un président ONA et un directeur général Auchan) était à l'origine prévu entre les deux actionnaires, Auchan s'est alors tourné vers le tribunal arbitral de Casablanca, mais ce dernier, le 22 janvier 2007, ne lui donna pas gain de cause.
Auchan a finalement préféré céder toutes ses parts à l'ONA — vente réalisée fin août 2007 — qui est ainsi devenu le seul propriétaire d'Acima (tout comme de Marjane), disposant alors de 22 supermarchés ; la présence d'Auchan au Maroc a à ce moment-là pris fin.
En 2010, l'enseigne a changé son logo et son plan d'affaires[réf. souhaitée] pour faire face à une concurrence de plus en plus accrue : Label'Vie, BIM et Côté marché.
En dehors de l'exploitation de supermarchés, celle de trois supérettes dans des gares ferroviaires — à Tanger, Mohammedia et Salé — a été tentée en 2011, mais arrêtée en 2015, faute de rentabilité.
En 2014, son chiffre d'affaires était de 1 841 948 677 dirhams.

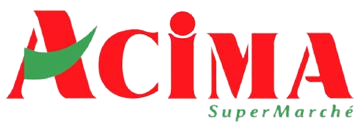
Ancien logo de Marjane Market, autrefois Acima.

En décembre 2015, Ayoub Azami est nommé PDG de Marjane.
En 2019, Acima est devenue Marjane Market.